# Rumoirtschorren
De Rumoirtschorren is een natuurgebied in de Zeeuwse gemeente Tholen, gelegen aan de noordzijde van het schiereiland Sint Philipsland.

## Geschiedenis
Vanouds lag hier een groot schorregebied in het Krammer, genaamd: Schorren van Rumoirt en Nicke. Ten behoeve van de schapenhouderij lagen er drie schaapsstellen in het gebied.
In 1847 werd de Anna Jacobapolder ingedijkt en het gelijknamige dorp gesticht. Er bleef nog een smalle strook schorren over, waarop nog één stelle lag, het is momenteel de laatst overgebleven buitendijkse stelberg.
De Rumoirtschorren vormen een vogelgebied waar steltlopers als zilverplevier, rosse grutto en steenloper te vinden zijn. Ook de kleine zilverreiger en de bruine kiekendief worden regelmatig waargenomen.